# Maurice Gibb
Maurice Ernest Gibb, född 22 december 1949 i Douglas, Isle of Man, död 12 januari 2003 i Miami Beach, Florida, var en brittisk-australisk musiker, sångare, låtskrivare och producent, mera känd som medlem i gruppen Bee Gees tillsammans med Barry Gibb och Robin Gibb.

## Liv
Som tvåäggstvilling kom Maurice Gibb till världen 35 minuter efter Robin som det fjärde av fem barn till Hugh Gibb och Barbara, född Pass. Familjen bestod också av hans äldre syster Leslie (född 1945) och äldre bror Barry (född 1946). Uppväxten skedde i stort sett i Chorlton-cum-Hardy i Manchester i England där också yngre bror Andrew föddes innan de flyttade till Australien och bosatte sig i Brisbane.
1969 gifte sig Maurice Gibb med sångerskan Lulu, ett äktenskap som varade till 1975. Tillsammans med sin andra fru Yvonne fick han barnen Adam och Samantha.
Även om större delen av hans karriär ägnades Bee Gees hade han även bidragit som låtskrivare samt producent åt andra artister sedan 1966. För svenskarna är han nog mest känd för att ha producerat Carola Häggkvists album Runaway.
Maurice Gibb spelade paintball på sin fritid och kallade sitt lag för Royal Rat Rangers, namnet kom dels av hans CBE order av drottningen och dels från hans tid hos Anonyma Alkoholister där han och hans vänner kallade sig för River Rats. Maurice Gibb öppnade även en paintballbutik i North Miami Beach, Florida kallad Commander Mo's Paintballshop .

## Död
Eftermiddagen den 8 januari 2003 föll Gibb ihop med magsmärtor och fördes till Mount Sinai Medical Center i Miami. Där konstaterades en blockering i tarmen och vid en operation togs en del av magsäcken bort liksom 80% av tunntarmen. Lördagen den 11 januari föll han i koma och dog natten mot söndag.

## Utmärkelser
- Songwriters Hall of Fame (1994)[3]
- Rock and Roll Hall of Fame (1997)[4]
- Commander of the British Empire (CBE) (2002, mottogs av sonen Adam 2004)

## Diskografi (Solo)
Singlar
- Railroad (1970)

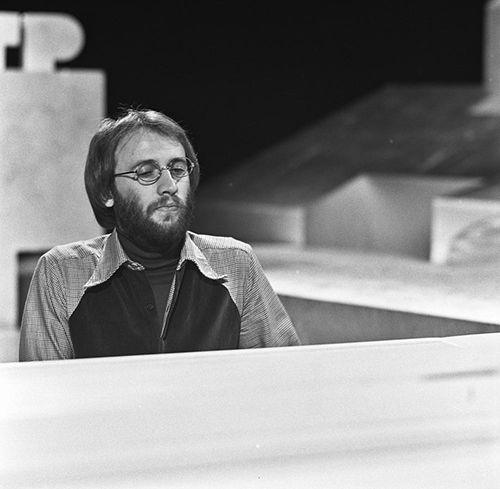
Maurice Gibb 1973.

- The Loner (1972, med Billy Lawrie under pseudonymen The Bloomfields)
- Hold Her In Your Hand (1984)

Album
- The Loner (1970, outgiven)

Soundtrack
- A Breed Apart (1984, outgiven)
- The Supernaturals (1985, outgiven)

Producent
- Tin Tin: Tin Tin (1970)
- Sing a Rude Song (1970, musikal)
- The Fut: Have you heard the word (1970, singel, Tin Tin och Maurice under pseudonym)
- Lulu: Everybody Clap (1971, singel)
- Bev Harrell: Back to the people (1971, singel)
- Tin Tin: Astral Taxi (1971, exekutiv producent)
- Norman Hitchcock: Just another minute (1972, singel)
- Jimmy Stevens: High heel blues/Tailpieces (1972, singel)
- Richard Harris: Half of every dream (1972, singel)
- Jimmy Stevens: Don't Freak Me Out (1972, utgiven som Paid My Dues i USA)
- Tin Tin: Talkin' Turkey (1972, singel)
- Norman Hitchcock:  Baby come on home (1972, singel)
- Graham Bonnet: Castles in the air (1973, singel)
- Osmonds: Steppin' Out (1979)
- Robin Gibb: How Old Are You (1983)
- Robin Gibb: Secret Agent (1984)
- Robin Gibb: Walls Have Eyes (1985)
- Surfside: Rockin' reggae jam (1985, singel)
- Carola: Runaway (1986)
- Lulu: Let me wake up in your arms (1993, singel)
- Skylla: Skylla (2001, promo)
- M E G: M E G (2004, inspelad 2000-2004)
- M E G: The Samantha Gibb Project (2005, inspelad 2000-2005)
- M E G: Luna Park (2008, inspelad 1998-2000)